# Ochotniczy Pułk Desna
Ochotniczy Pułk "Desna" (Freiwillige Regiment "Desna"), nazywany też Ukraińskim Pułkiem, Pułkiem do Zadań Specjalnych, Pułkiem mjr. Weisse – ochotnicza kolaboracyjna jednostka wojskowa Wehrmachtu złożona głównie z Rosjan, Białorusinów i Ukraińców podczas II wojny światowej.

## Historia
Pułk był jedną z wielu "wschodnich" jednostek wojskowych formowanych przez Niemców na okupowanych obszarach ZSRR od jesieni 1941 r. w celach ochronnych i antypartyzanckich. 18 kwietnia 1942 r. przybył ze sztabu niemieckiej 2 Armii Pancernej do okupowanego Briańska nowy dowódca tyłowych wojsk gen. mjr Berngard. Przywiózł ze sobą rozkaz o utworzeniu ochotniczego pułku złożonego z b. sowieckich jeńców wojennych. 
Wkrótce rozpoczęło się w miejscowości Ordżonikidze w okręgu orłowskim formowanie dwóch batalionów pułku. Z niemieckich jednostek wojskowych wydzielono 6 oficerów, 16 podoficerów i 42 szeregowych jako kadrę dla niego. Tworzenie pułku nadzorował mjr Weiss, który potem stanął na jego czele. Funkcję szefa sztabu i jednocześnie dowódcy oddziału zwiadowczego objął rtm. Wuppermann. Major Weiss dążył do tego, aby do pułku wstępowali przedstawiciele różnych narodowości zamieszkujących ZSRR. Nazywał jednak swoją jednostkę rosyjskim pułkiem, podczas gdy w oficjalnych dokumentach występowała ona jako ukraiński pułk (jeden batalion składał się wyłącznie z Ukraińców). Ostatecznie nazwano go od nazwiska dowódcy ochotniczym pułkiem mjr. Weissa. 
Trzon pułku został sformowany do 16 lipca 1942 r. Jednostka składała się wówczas z 1 batalionu pod dowództwem b. oficera Armii Czerwonej kpt. Kubełki, dzielącego się na trzy kompanie piechoty, kompanię karabinów maszynowych i kompanię moździerzy, 2 batalionu por. Munscheida, dzielącego się na trzy kompanie piechoty i kompanię karabinów maszynowych i 3 batalionu szkoleniowego mjr. Lemberga, w skład którego wchodziła tylko jedna kompania. Ponadto w skład pułku wchodził 3-bateryjny dywizjon artylerii wyposażony w 6 zdobycznych dział 76,2 mm i 2 haubice 122 mm oraz 150-osobowy szwadron konny. Przy sztabie dywizjonu istniała też bateria 6 działek przeciwpancernych 45 mm. 1 batalion jeszcze przed ostatecznym sformowaniem został przydzielony do ochrony mostów kolejowych w okręgu briańskim. 
Od pocz. maja 1942 r. uczestniczył w akcjach antypartyzanckich (m.in. operacja "Anton"). Spośród najlepszych żołnierzy batalionu Niemcy utworzyli kompanię specjalnego przeznaczenia, która została przydzielona do Abwehrgruppe 107 "Vidder". W sierpniu 1942 r. pułk działał nad rzeką Desna, mając za sąsiadów na drugim brzegu oddziały dowodzone przez Bronisława W. Kaminskiego. W listopadzie 1942 r. nowym dowódcą pułku został płk Cebisch. 21 listopada jednostkę wizytował gen. Berngard. Latem 1943 r. przeszło do partyzantów 30 żołnierzy z 3 batalionu na czele z kpt. Korobejnikowem oraz grupa żołnierzy z 4 batalionu. Jednakże były to nieliczne przypadki. W tym czasie jednostka została przemianowana na Ochotniczy Pułk "Desna". W czerwcu 1943 r. składał się on ze sztabu (dowódca – płk Cebisch, zastępca – mjr Autsch, adiutant – por. Etling), kompanii sztabowej, 1 batalionu (615. Ostbataillon) w sile 350-400 ludzi pod dowództwem por. Kulbise, 2 batalionu (616. Ostbataillon) – por. Munscheida, 3 batalionu (617. Ostbataillon) – mjr. Lamberga, dywizjonu artylerii – mjr. von Weisse, szwadronu konnego i oddziału specjalnego przeznaczenia (zwiadowcy i dywersanci). 
Wkrótce w miejscowości Trubeck Niemcy sformowali 4 batalion (618. Ostbataillon). Na jego czele stanął por. Herbert. Pułk liczył ok. 2,5-2,7 tys. żołnierzy z okręgu orłowskiego i briańskiego. Byli to b. jeńcy wojenni z Armii Czerwonej, dezerterzy, miejska młodzież i b. partyzanci. Byli głównie narodowości rosyjskiej, ukraińskiej i białoruskiej. Wśród nich było ok. 120 Niemców na kluczowych stanowiskach dowódczych i specjalistycznych. Byli sowieccy oficerowie początkowo byli przyjmowani na szeregowców, ale po okazaniu męstwa w walce mogli być awansowani na podoficerów. Po pewnym czasie stali się oni dowódcami części kompanii i baterii artylerii. 
Na uzbrojeniu pułku znajdowały się rosyjskie pistolety TT, niemieckie karabiny ręczne Mauser 98k i rosyjskie Mosin wz. 1891/1930, niemieckie pistolety maszynowe МР38/40, rosyjskie karabiny maszynowe Diegtiariew i Maxim, rosyjskie moździerze, działa polowe i haubice. Pułk działał w rejonie Briańska do końca sierpnia 1943 r., kiedy został przesunięty na okupowaną Białoruś, a następnie do Francji (615 i 618 Ostbataliony i 621 dywizjon artylerii) i Włoch (616 i 617 Ostbataliony). Bataliony walczyły z tamtejszymi partyzantami. Pod koniec 1944 r. 618 Ostbatalion został przydzielony do formowanej 1 dywizji Sił Zbrojnych Komitetu Wyzwolenia Narodów Rosji, zaś 621 dywizjon artylerii do 2 dywizji.